# フォルケル航空基地
フォルケル航空基地（フォルケルこうくうきち、オランダ語：Vliegbasis Volkel、英語:Volkel Air Base ）とは、オランダの北ブラバント州 ウーデン基礎自治体にあるオランダ空軍の飛行場である。アイントホーフェンの北東約30kmに位置している。
1940年にドイツ空軍によって開設され、第二次世界大戦後はオランダ海軍航空基地の時期を経て、1950年以降はオランダ空軍管轄の基地となった。2009年現在、オランダ国内に3箇所あるオランダ空軍の主要基地の内の一つである。

## 配置部隊
オランダ空軍
- 第312飛行隊（F-16AM/BM）
- 第313飛行隊（F-16AM/BM）
- 第601予備役中隊
- 第640支援中隊
- 第900整備中隊
- 第901補給中隊

アメリカ空軍
- 第703弾薬支援隊

## アクセス
バス
オランダ鉄道 Cuijk駅より、91系統バス（所要時間30分、運行間隔1時間おき）。Odiliapeel地区のバス停で下車。